# 奇韋羅湖

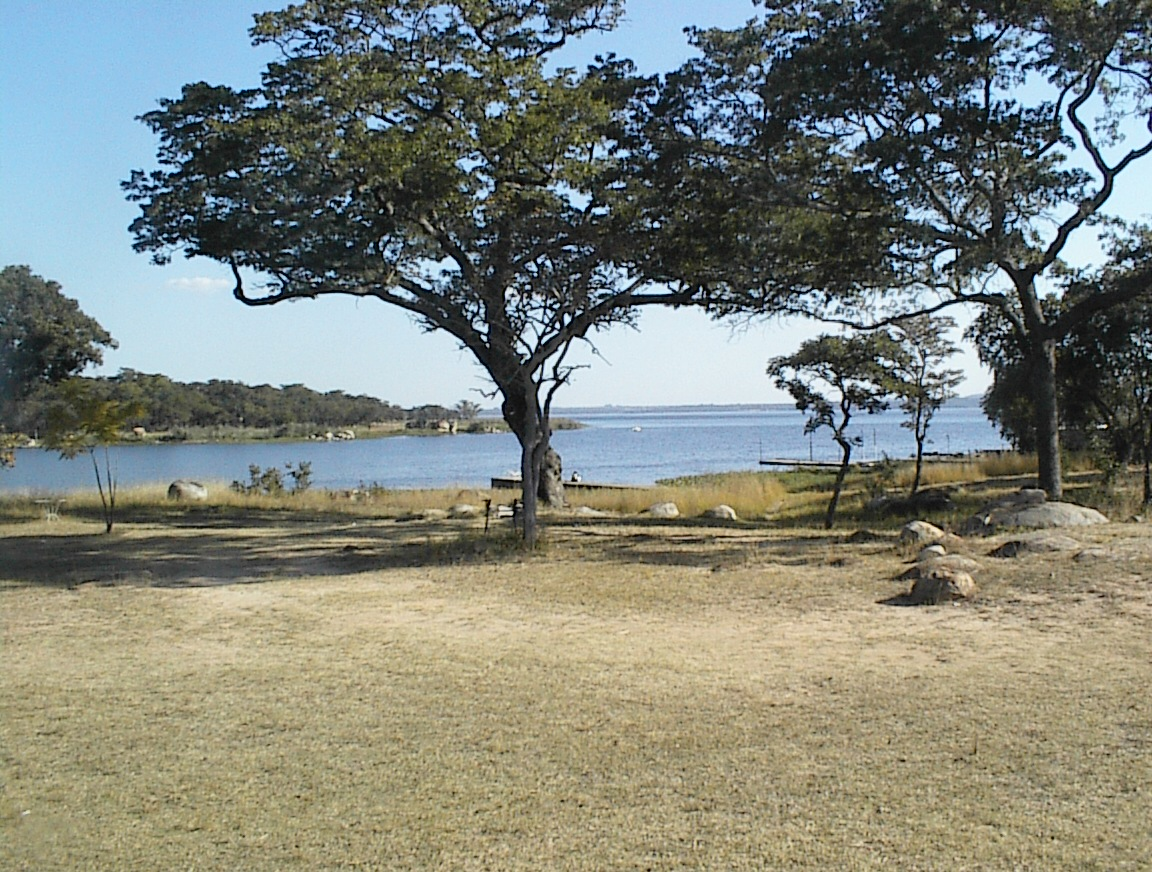

17°54′01″S 30°47′28″E / 17.90028°S 30.79111°E
奇韋羅湖（英語：是津巴布韋的湖泊，處於哈拉雷西南面，長10公里、寬8公里，面積26平方公里，海拔高度1,369米，該湖泊最大水深27米，湖岸線長度48公里。
奇韋羅湖是哈拉雷的主要食水來源。